# ブニア
ブニア(Bunia)は、コンゴ民主共和国北東部のイトゥリ州の州都。
2012年の人口は36万6126人。
標高は1275mで、アルベルティーヌ溝帯のアルバート湖の西約30km、イトゥリ雨林の東約25kmに位置する。

## 人口
- 1984年7月1日：5万9598人
- 2004年7月1日：23万625人[2]
- 2012年：36万6126人

## 歴史
1999年、第二次コンゴ戦争の中でレンドゥ人やヘマ族、民兵、ウガンダ軍が衝突したイトゥリ紛争の中心地になった。
その結果、アフリカ最大の国際連合コンゴ民主共和国安定化ミッションの基地が置かれ、国内北東部を管轄する事になった。
金が採れるが、紛争鉱物になっている。
2018年現在もヘマとレンドゥの間の民族的な対立による衝突は生じており、ブニア郊外には難民キャンプが設けられている。

## 気候
| ブニアの気候           | ブニアの気候 | ブニアの気候 | ブニアの気候 | ブニアの気候 | ブニアの気候 | ブニアの気候 | ブニアの気候 | ブニアの気候 | ブニアの気候 | ブニアの気候 | ブニアの気候 | ブニアの気候 | ブニアの気候  |
| 月                     | 1月          | 2月          | 3月          | 4月          | 5月          | 6月          | 7月          | 8月          | 9月          | 10月         | 11月         | 12月         | 年            |
| ---------------------- | ------------ | ------------ | ------------ | ------------ | ------------ | ------------ | ------------ | ------------ | ------------ | ------------ | ------------ | ------------ | ------------- |
| 平均最高気温 °C （°F） | 29 (85)      | 29 (84)      | 29 (84)      | 28 (83)      | 27 (81)      | 26 (79)      | 26 (78)      | 26 (79)      | 27 (81)      | 27 (81)      | 27 (81)      | 28 (83)      | 28 (82)       |
| 平均最低気温 °C （°F） | 16 (61)      | 17 (62)      | 17 (62)      | 17 (63)      | 17 (63)      | 16 (60)      | 16 (60)      | 15 (59)      | 15 (59)      | 16 (60)      | 15 (59)      | 16 (60)      | 16 (61)       |
| 降水量 mm （inch）     | 140 (5.5)    | 173 (6.8)    | 239 (9.4)    | 269 (10.6)   | 318 (12.5)   | 267 (10.5)   | 310 (12.2)   | 394 (15.5)   | 244 (9.6)    | 274 (10.8)   | 300 (12)     | 165 (6.5)    | 3,096 (121.9) |
| 出典：Weatherbase      |              |              |              |              |              |              |              |              |              |              |              |              |               |

## 交通
高速道路によってキサンガニやブテンボ、ゴマと繋がっているが、特に雨の後は道路状態が劣悪である。
ウガンダ国境が南約40kmに迫るが、道路は繋がっていない。
北のアルアやグル、ジュバとは高速道路で繋がっている。
戦争で通行不能になるまでは、この道がウガンダや南スーダンとの主要貿易路だった。
その為、ブニアは国境貿易の重要拠点だった。
すぐ南を通るラゴス・モンバサ高速道路によって再びブニアの拠点性が高まると計画されているが、国内ではこの道路はまだ通行可能区間が無い。
ボゴロ経由で60km走ると、アルバート湖のカセニーイー港に達する。
カセニーイー港は湖北のマハギ港や東岸のブティアバ港、白ナイル川のパクワチュ港とボートで繋がっている。
ブニア空港への道路状態は悪く、鉄道も通っていない。

## 地理

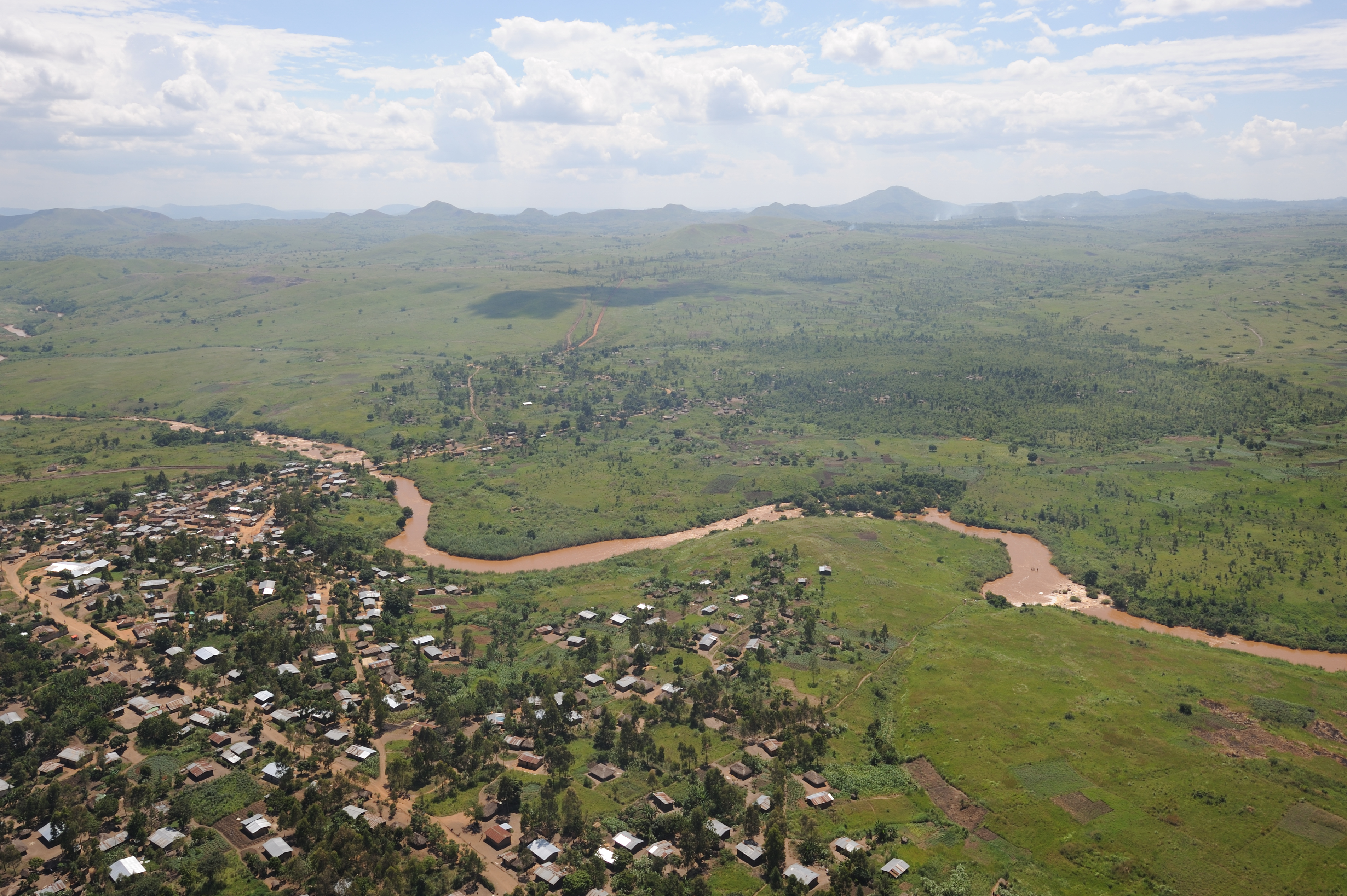
ブニアの空中写真

- ホヨ山：南西約35km
- シャリ川：北西を流れる
- イトゥリ川（英語版）：西約35km
- シャリ川とイトゥリ川の合流点：南南西約45km[5]

## TV
国連平和維持軍が駐留する為同国赤道地方の中では治安が良く、2006年にBBCTVがen:Equator (BBC TV series)を撮影した。

## 教育
- ブニア大学(UNIBU)